# گلنویو هیل (کنتاکی)
گلنویو هیل (به انگلیسی: Glenview Hills) شهری در ایالت کنتاکی کشور ایالات متحده آمریکا است که جمعیت آن در سرشماری سال ۲۰۱۰ میلادی، ۳۱۹ نفر بوده‌است.